# Alegorie sedmera svobodných umění (Lysá nad Labem)
Alegorie sedmera svobodných umění jsou sochy v zámeckém parku v Lysé nad Labem. Tyto alegorické sochy ztvárňují snad čtyři ze sedmi svobodných umění: astronomii, geometrie, gramatiku, a  rétoriku. Zmíněná díla byly dříve rozmístěna na různých místech, v těsném sousedství kolem zámku. Dnes se v areálu nachází pouze alegorické sochy Geometrie a Rétoriky. Uvedené čtyři alegorie svobodných umění jsou ztvárněny baculatými putti a pochází z konce 18. a počátku 19. století. Údajným autorem těchto soch je dílna Ignáce Františka Platzera. Soubor soch je součástí památkově chráněného zámeckého areálu.